# 魔术师的奇遇
魔术师的奇遇是中華人民共和國第一部宽银幕彩色電影，也是該國第一部立体电影。观众觀看電影時要戴上红绿镜。該電影由天马电影制片厂出品。該電影於1962年拍攝，並且在電影院梁旭放映4年。影片中的部分外景取自苏州的唯亭和东山。

## 職員表
- 导演：桑弧
- 編劇：王炼、陈恭敏

## 演員表
- 陈强--陆幻奇
- 韩非--阿毛
- 程之--王小六子
- 孙景璐--方美娟
- 顾建平--甜甜[3]

## 故事
魔术师陆幻奇和妻子方美娟在某剧院作魔术表演，结果方美娟被地瘩巫誣陷後自殺自杀，陆幻奇将儿子阿毛委托给老友王小六子代养，自己只身逃亡国外。中华人民共和国成立後陆幻奇回国寻子，父子起初偶遇時不相识，最終父子相識並團聚。